# Görcsönydoboka
Görcsönydoboka (deutsch Ketsching, kroatisch Garčin) ist eine ungarische Gemeinde im Kreis Mohács im Komitat Baranya.

## Geografische Lage
Görcsönydoboka liegt 35 Kilometer südöstlich des Komitatssitzes Pécs, 9 Kilometer nordwestlich der Kreisstadt Mohács, an dem Fluss Csele-patak. Nachbargemeinden sind Szebény, Somberek, Székelyszabar und Himesháza.

## Geschichte
Die Gemeinde Görcsönydoboka entstand 1944 durch den Zusammenschluss der Kleingemeinden Cseledoboka und Cselegörcsöny. Im Jahr 1913 gab es in der Kleingemeinde Cseledoboka 44 Häuser und 233 Einwohner auf einer Fläche von 150 Katastraljochen. und in der Kleingemeinde Cselegörcsöny 150 Häuser und 730 Einwohner auf einer Fläche von 2531 Katastraljochen. Beide Kleingemeinden gehörten zu dieser Zeit zum Bezirk Mohács im Komitat Baranya. 

## Sehenswürdigkeiten
- Heimatmuseum (Faluház)
- Kalvarienberg
- Römisch-katholische Kirche Szent Flórián, erbaut 1820
- Römisch-katholische Kirche Szent Anna, erbaut 1765, im Ortsteil Cseledoboka
- Szemt-Vemdel-Statue aus dem Jahr 1905

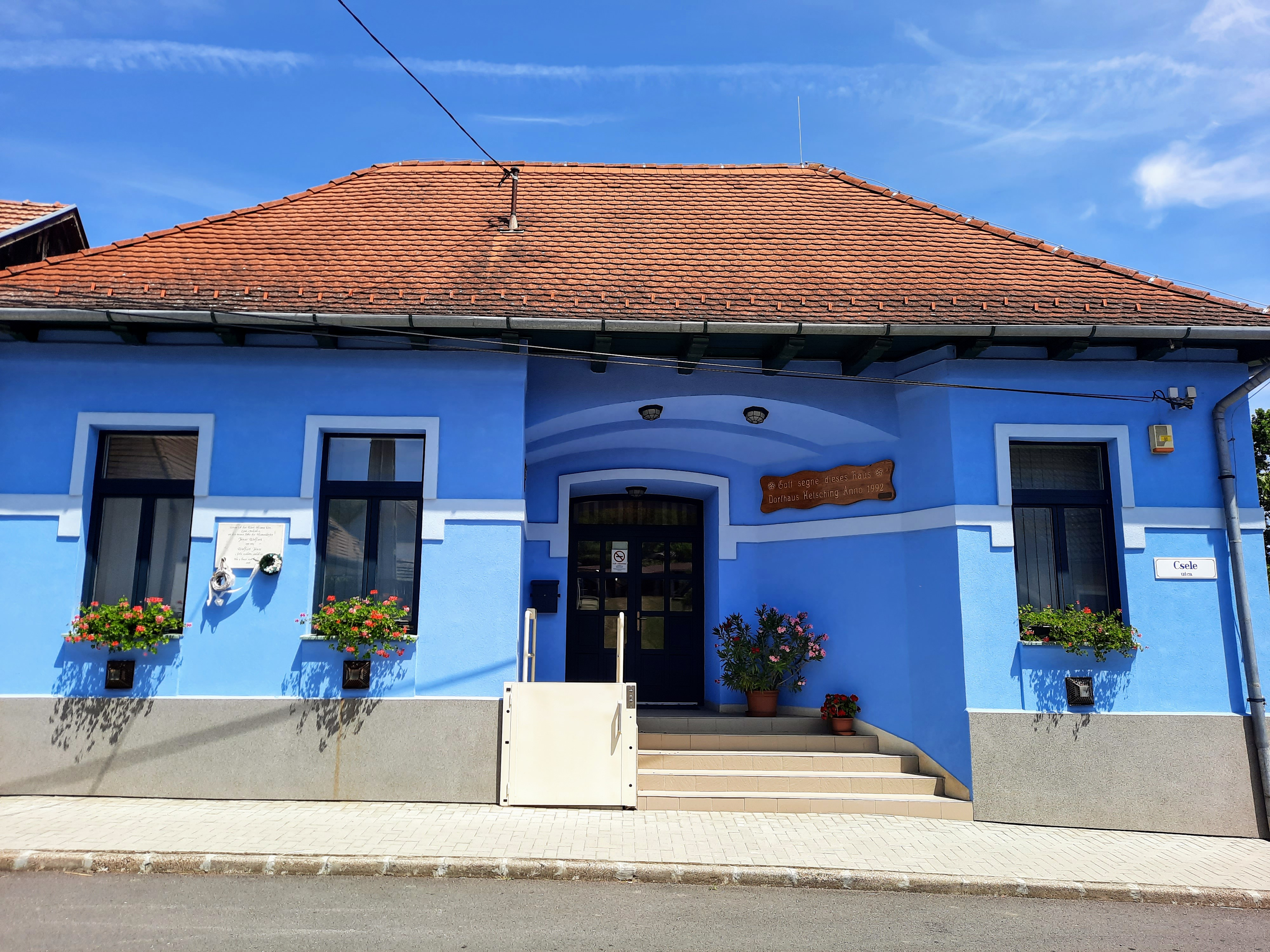
Rathaus
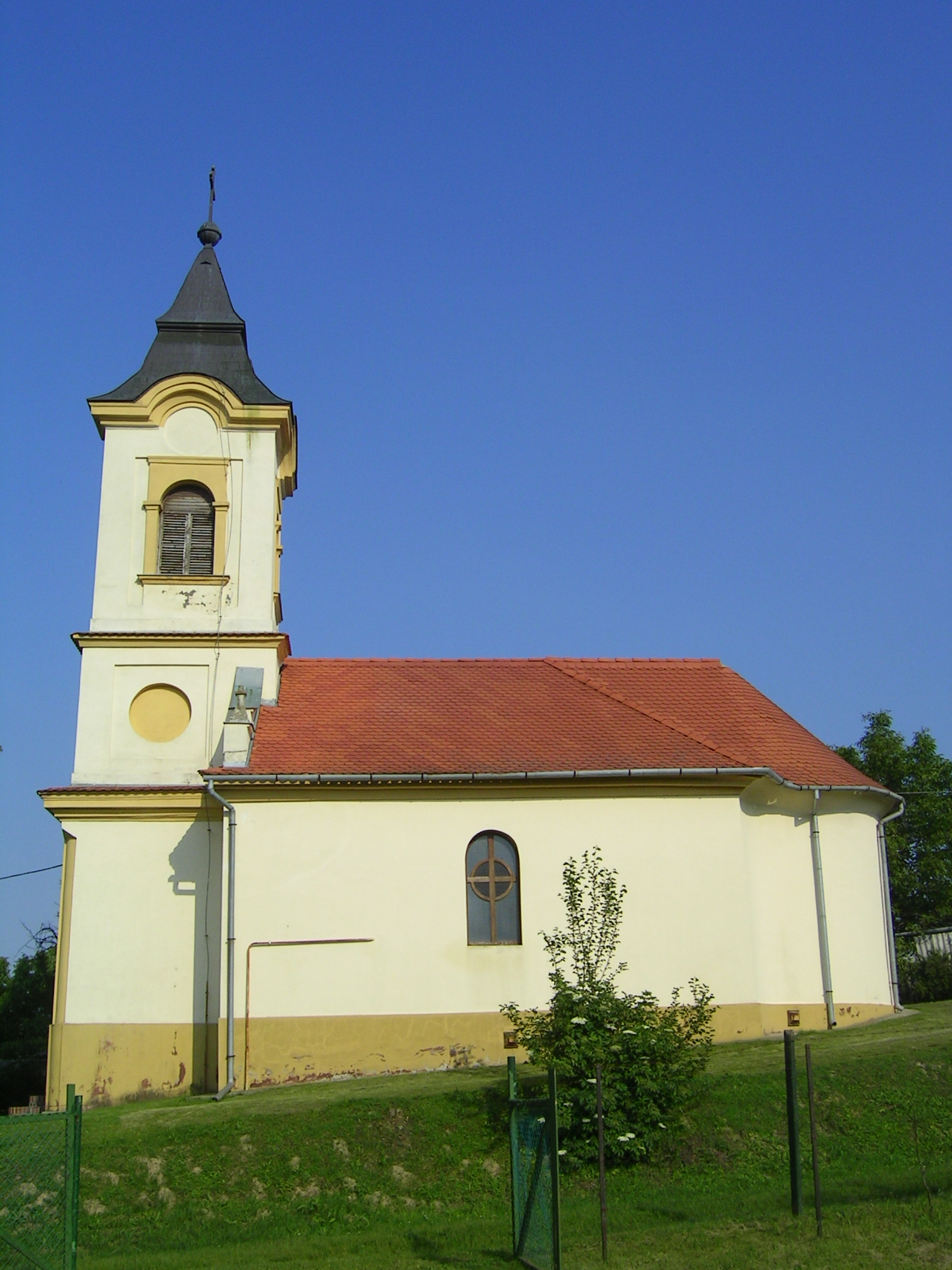
Römisch-katholische Kirche Szent Flórián
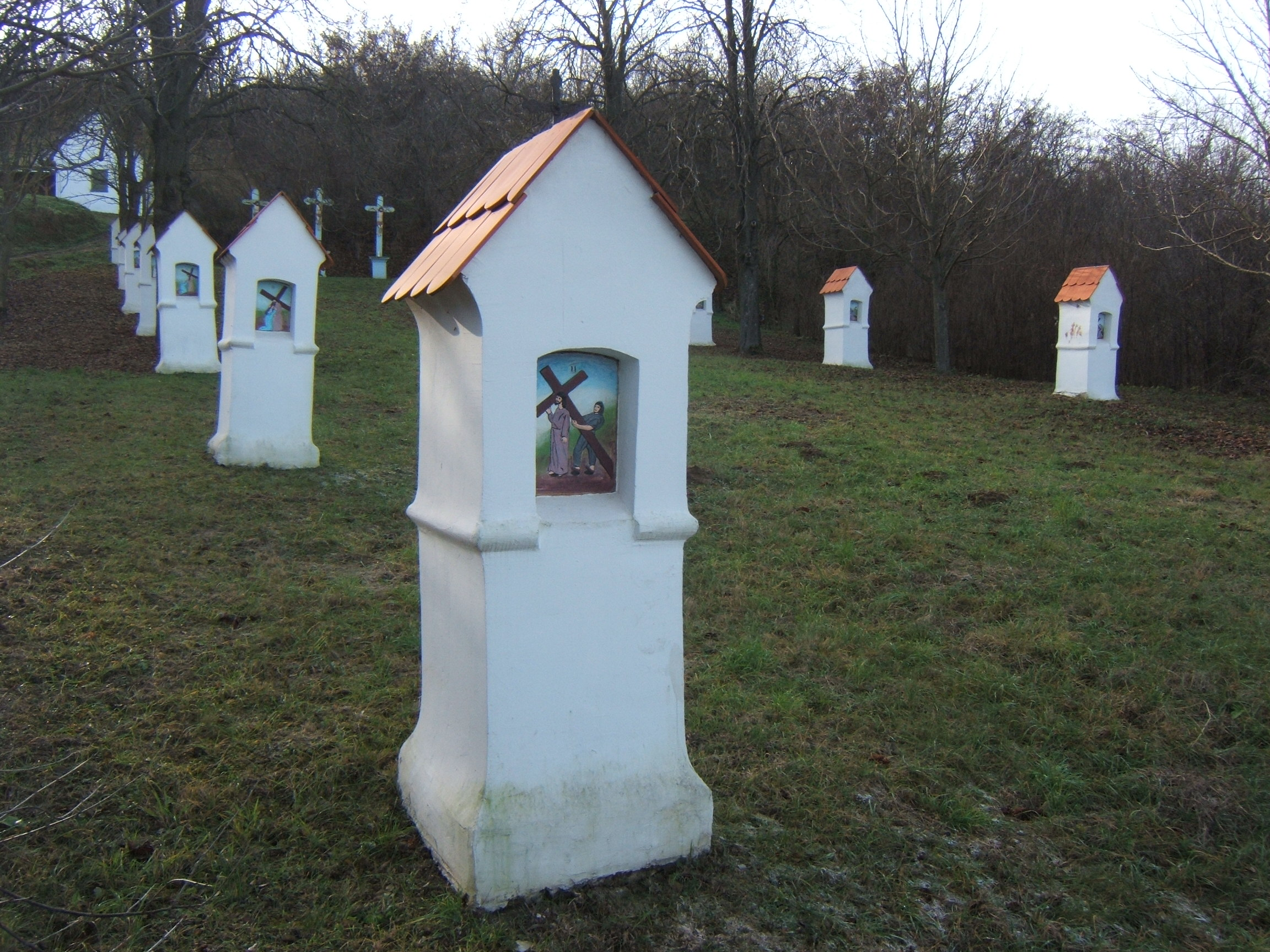
Kalvarienberg
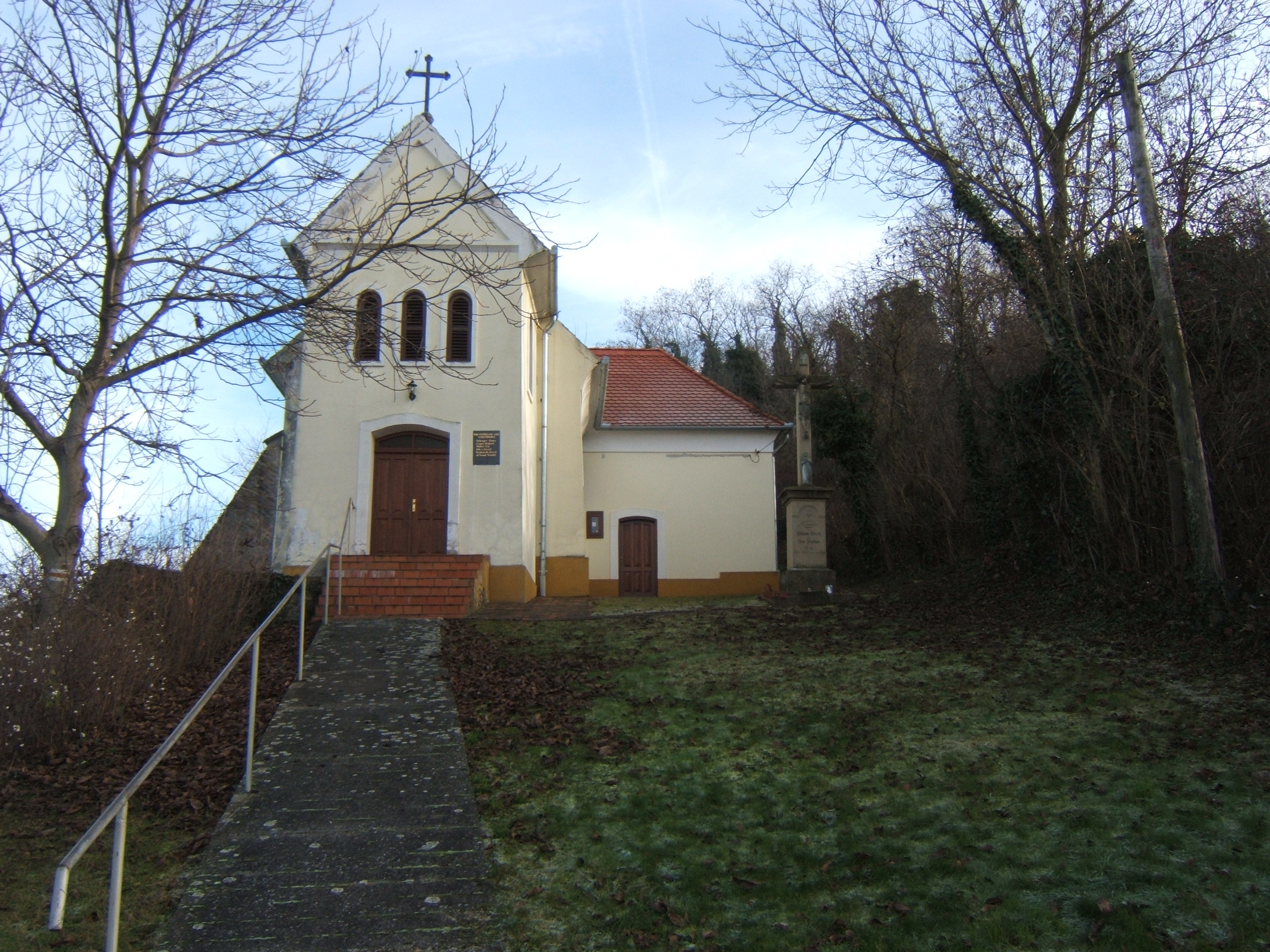
Römisch-katholische Kirche Szent Anna
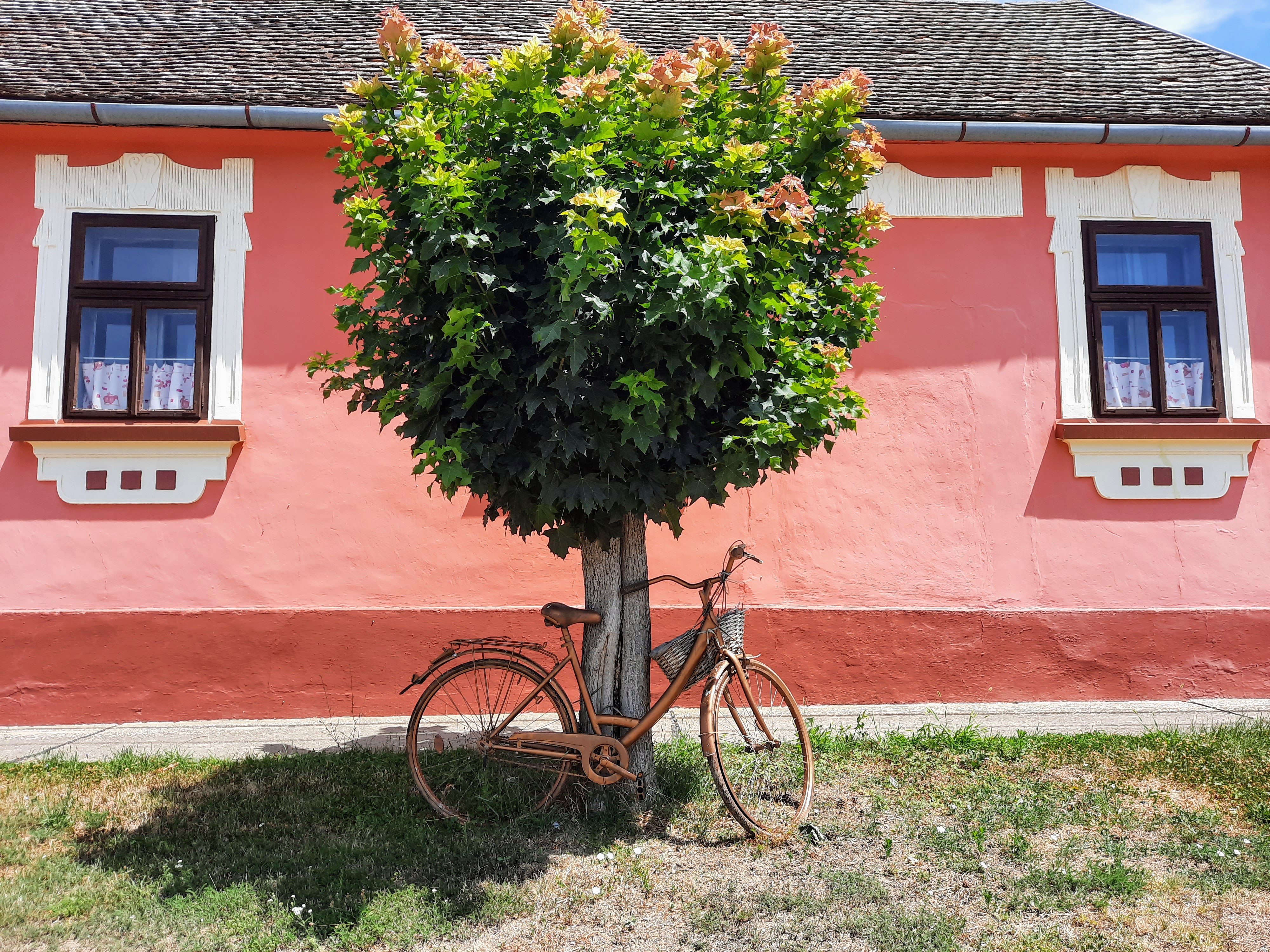
Wohnhaus in Görcsönydoboka

## Verkehr
Görcsönydoboka ist nur über die Nebenstraße Nr. 56124 zu erreichen. Es bestehen Busverbindungen über Somberek nach Mohács sowie über Somberek und Palotabozsok nach Véménd. Der nächstgelegene Bahnhof befindet sich in Mohács.